# إيرباص العسكرية
ايرباص العسكرية (بالإنجليزية: Airbus Military)‏ هي وحدة الأعمال من ايرباص، والتي هي جزء من تكتل EADS. تم إنشاء الشركة الحالية رسميا في أبريل 2009 من خلال تكامل شعبة النقل السابق العسكرية الطائرات (MTAD) وايرباص العسكرية سوسييداد (AMSL) في ايرباص. ويقع مقرها في مدريد.

## التاريخ
تأسست الشركة في يناير 1999 باسم شركة ايرباص العسكرية ساس لإدارة مشروع طائرة إيرباص إيه 400إم، والتي أستحوذت عليه من كونسورتيوم يورو فلاق(Euroflag). في مايو 2003، تم إعادة هيكلة الشركة إلي شركة ايرباص العسكرية سوسييداد (AMSL) قبل التوقيع على عقد الإنتاج.
كان شعبة طائرات النقل العسكرية (MTAD) وهي فرع من شركة EADS التي تصمم وتصنع وcommercialises EADS-CASA الخفيفة والمتوسطة طائرات النقل، ومقرها في مدريد، إسبانيا.
في 16 ديسمبر 2008، أعلنت (EADS) بأنه سيتم دمج (MTAD) و  (AMSL) في ايرباص كجزء من ايرباص العسكرية. 
في فبراير 2009، تم تعيينه دومينغو أورينا-Raso رئيس مجلس الإدارة والرئيس التنفيذي لشركة ايرباص العسكرية. 

## منتجات
- إيرباص إيه 330 إم آر تي تي
- إيرباص إيه 400إم
- كاسا سي-212 أفيوكار
- سي أن-235
- إيادس ساسا سي-295

## أوامر الشراء والتسليم
التسليم في عام 2011: 
- C-212: 3
- CN-235: 7
- C-295: 10
- A330 MRTT: 6

أوامر الشراء والتسليم (تصل في مجملها إلى أغسطس 2013):
- مجموع أوامر الشراء: 1089
- مجموع التسليم: 874
- في الانتظار: 641

## معرض صور

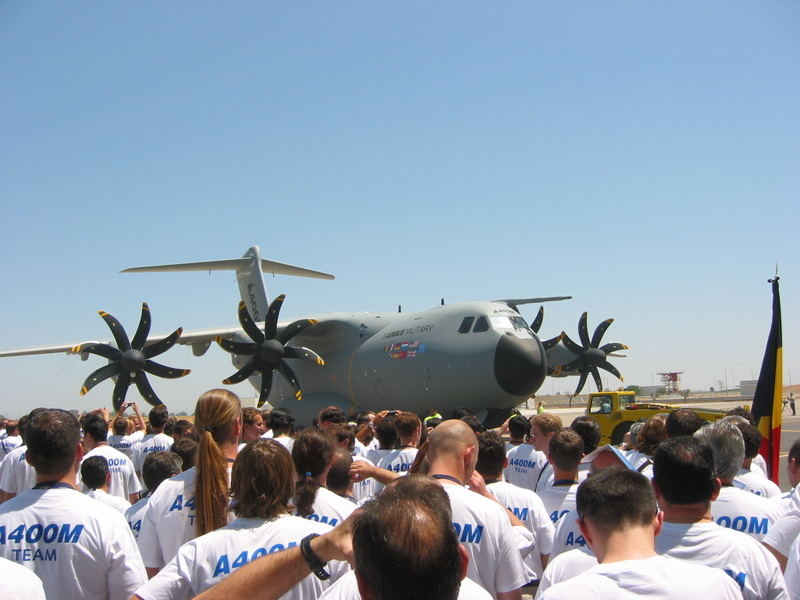
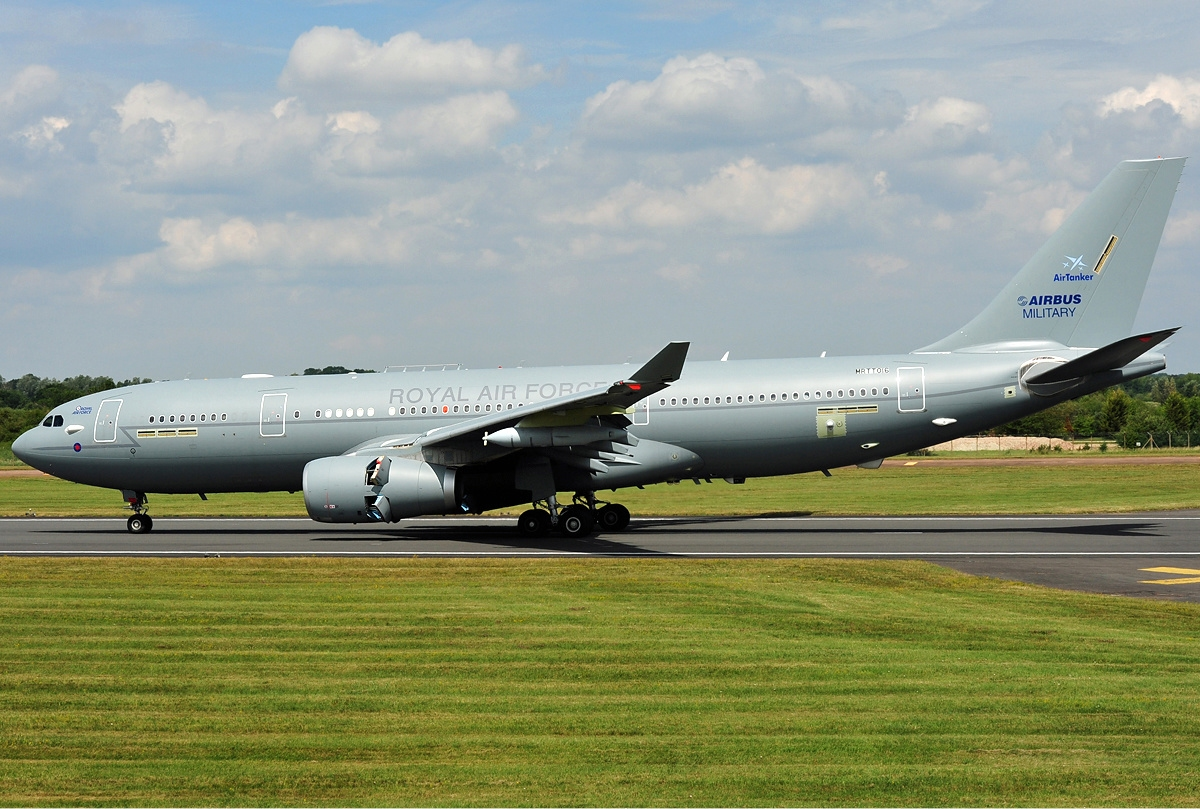
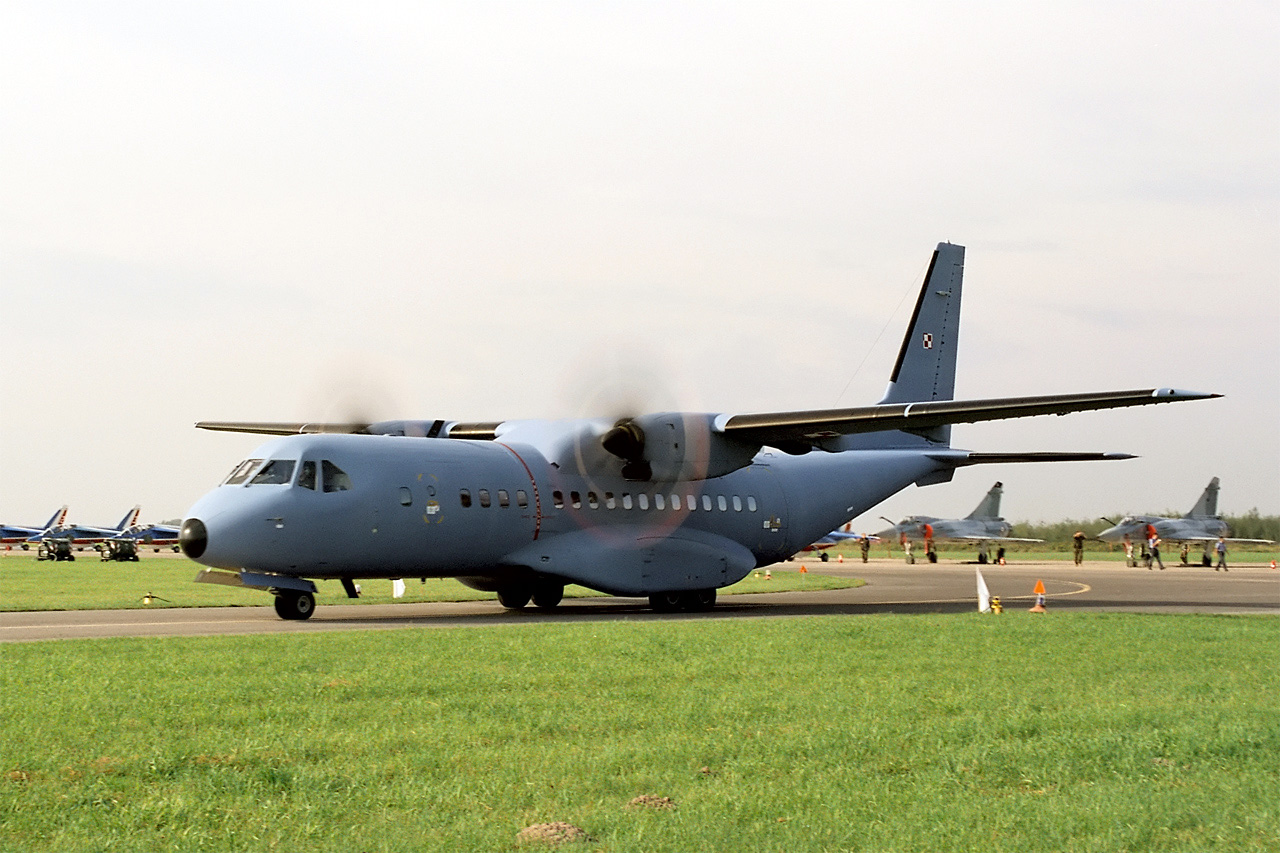
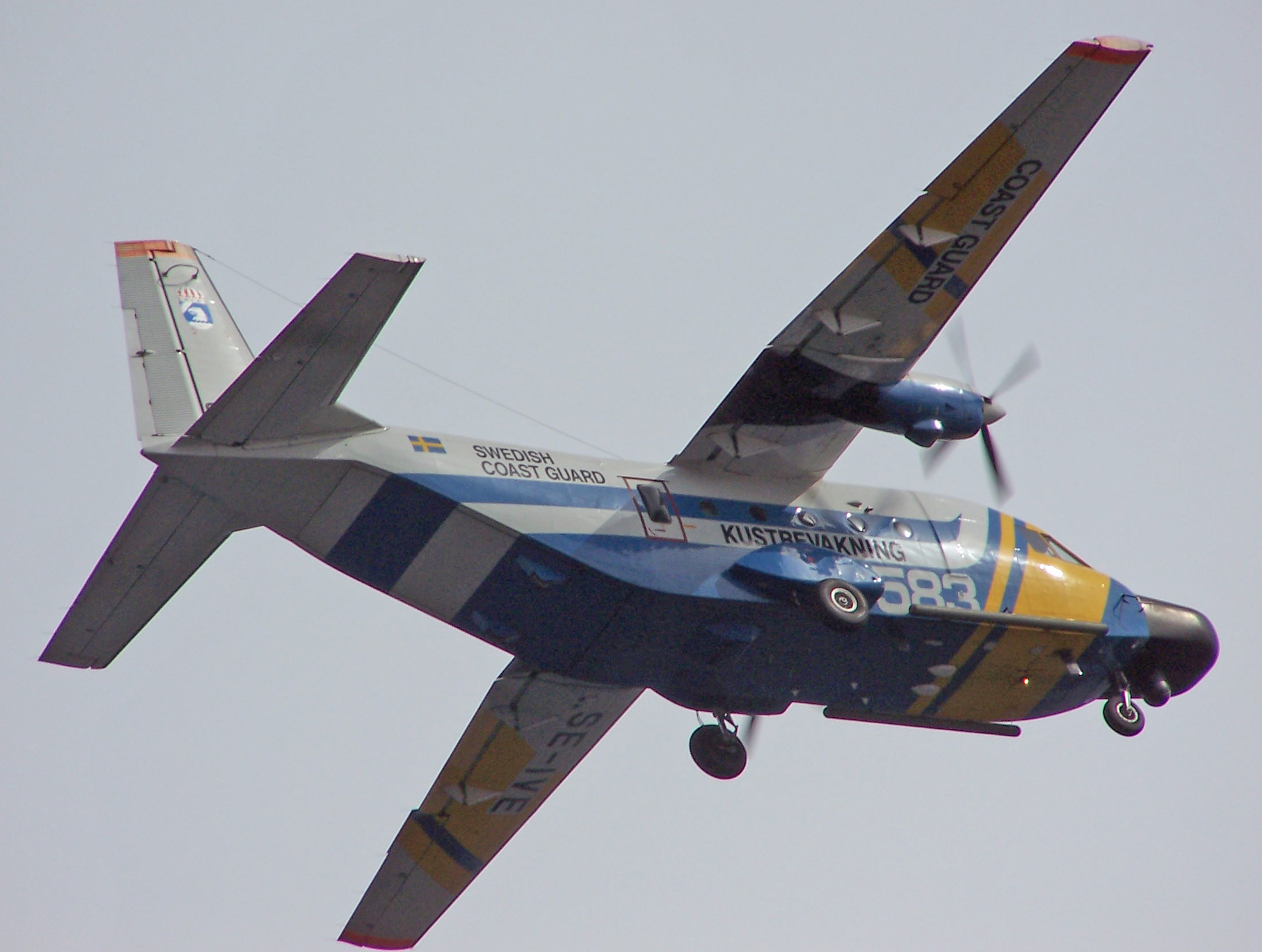

## وصلات خارجية
- الموقع الإلكتروني